# Тоттенгем-корт-роуд (станція)
51°30′58″ пн. ш. 0°07′51″ зх. д. / 51.516111° пн. ш. 0.130833° зх. д.
Тоттенгем-корт-роуд (англ. Tottenham Court Road) — станція Лондонського метро та Crossrail, обслуговує лінії Центральну та Північну. Розташована у 1-й тарифній зоні, під Сент-Джайлс-серкус — під рогом Тоттенгем-корт-роуд, Оксфорд-стріт, Нью-Оксфорд-стріт та Чарінг-кросс-роуд, на Центральній лінії між метростанціями Оксфорд-серкус та Голборн,  на Північній — між Лестер-сквер та Гудж-стріт, для Crossrail — між Бонд-стріт та Фаррінгдон. Пасажирообіг на 2017 рік — 41.33 млн. осіб

## Історія
- 30 липня 1900 — відкриття станції у складі Central London Railway ((CLR) сьогоденна Центральна лінія)[3]
- 22 червня 1907 — відкриття платформ Charing Cross, Euston & Hampstead Railway (CCE&HR, сьогоденна Північна лінія)[4]

## Пересадки
На автобуси London Buses маршрутів  1, 7, 8, 14, 19, 24, 29, 38, 55, 73, 98, 134, 176 та нічних маршрутів N1, N20, N5, N7, N8, N19, N20, N29, N35, N38, N41, N55, N68, N73, N98, N171, N207, N253, N279

## Послуги
| Попередня станція  | Лінія | Лінія                             | Лінія | Наступна станція       |
| ------------------ | ----- | --------------------------------- | ----- | ---------------------- |
| Оксфорд-серкус     |       | Лондонське метро Центральна лінія |       | Голборн                |
| Лестер-сквер       |       | Лондонське метро Північна лінія   |       | Гудж-стріт             |
| Паддінгтон кінцева |       | Crossrail Elizabeth line          |       | Фаррінгдон до Аббі-вуд |